# سوتون اين ذي ايسل (كامبريدجشير)
سوتون اين ذی ايسل (كامبريدجشير) (بالإنجليزية: Sutton-in-the-Isle)‏ هي قرية وأبرشية مدنية تقع في المملكة المتحدة في إنجلترا. يقدر عدد سكانها بـ 3,952 نسمة .